# 恰赫勒乌山脉
恰赫勒乌山脉（Ceahlău Massif）是位於罗马尼亚摩達維亞地区的尼亞姆茨縣的山脉，它是東喀爾巴阡山脈的一部分。該山脈的两个海拔最高的山峰分別是Toaca（海拔1904米）和Ocolaşul Mare（海拔1907米）。它的东边是比斯特里察河和Izvorul Muntelui，南边是比卡兹河。